# Sole commune
Solea solea
Pour les articles homonymes, voir Sole (homonymie).
Espèce
La sole commune ou sole franche (Solea solea) est une espèce de poissons plats marins de la famille des soléidés (Soleidae).

## Description

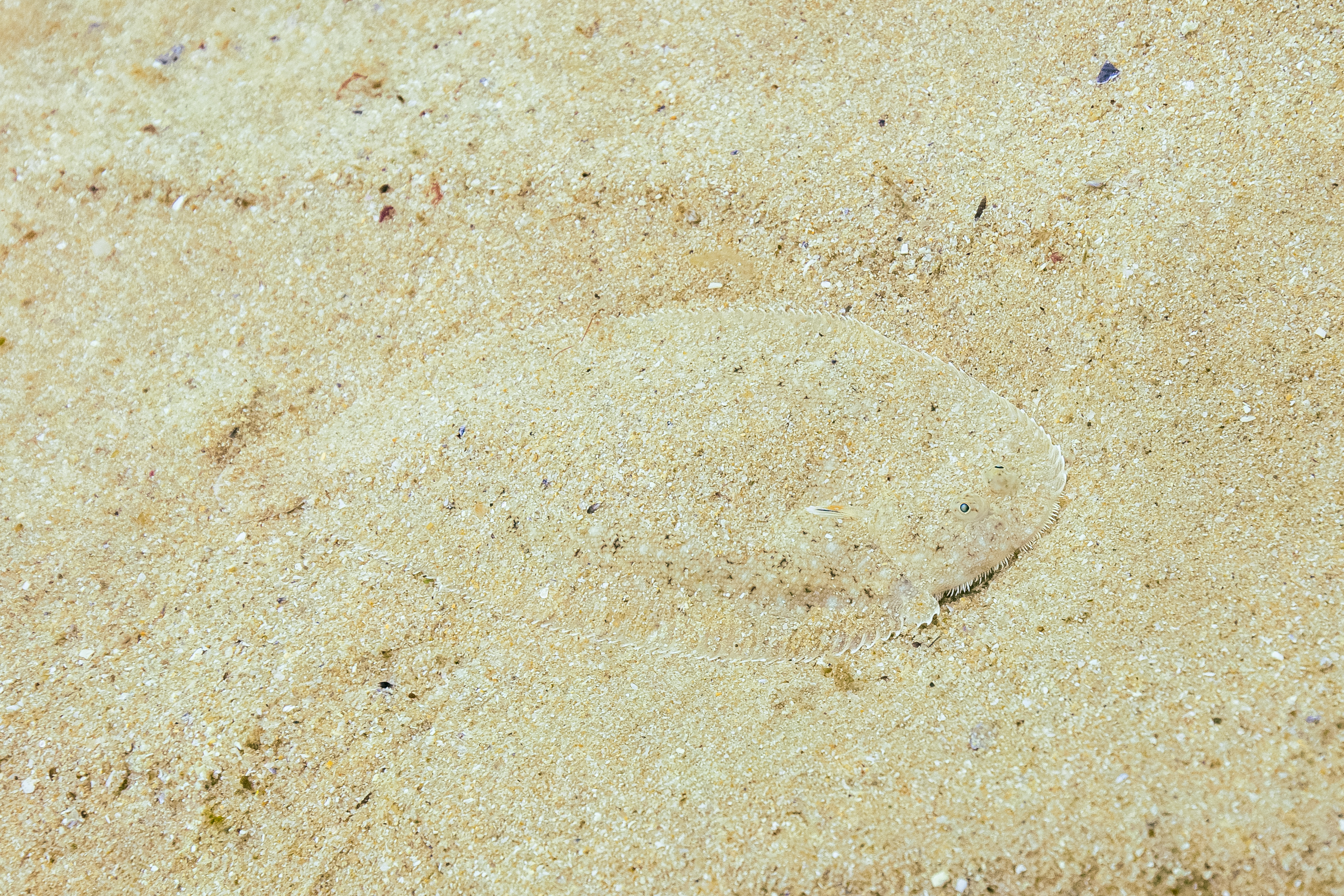
Sole commune dans son habitat naturel camouflé dans le sable.

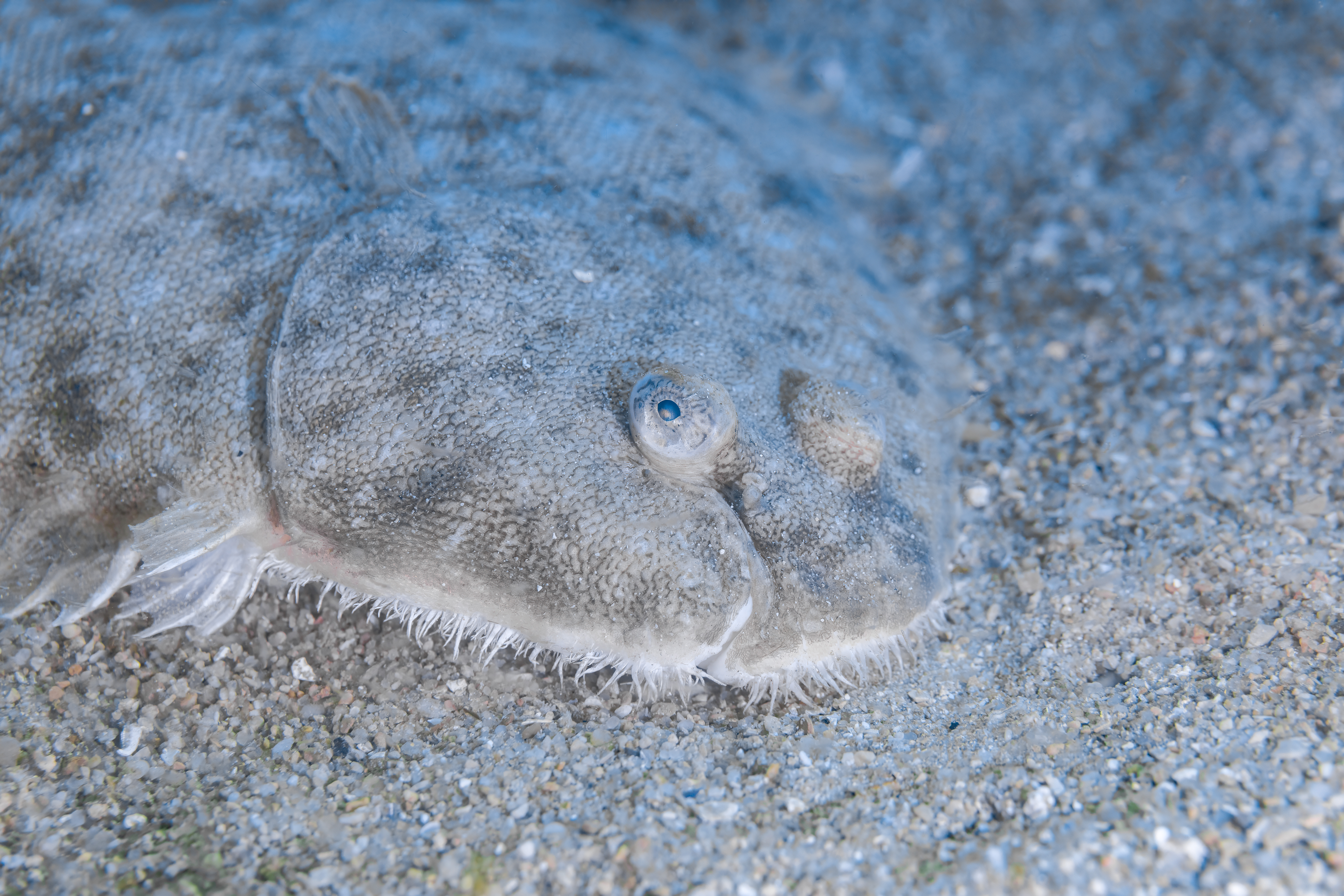
Autre camouflage.

Le corps est ovoïde et plat. La sole se confond avec le sol et se déplace en ondulant. Elle peut adapter sa couleur à celle du fond. La face non cachée est marron-grisâtre à marron-rougeâtre, avec des taches plus foncées. La nageoire pectorale possède une tache noire à son extrémité, ce qui permet de la différencier d'une espèce très proche, la sole pole (Solea lascaris), la tache étant située au milieu de la pectorale chez cette dernière. La face aveugle est blanchâtre.
- Taille maximale connue : 70 cm.
- Taille moyenne : 25–35 cm.
- Taille minimale de capture autorisée : 24 cm sur toutes les côtes françaises[1],[2].
- Poids maximum connu : 3 000 g[3].
- Poids moyen : 700 g.

### Confusions possibles
Solea solea peut être confondue avec plusieurs autres espèces de soles : 
- Sole-pole (Pegusa lascaris) : le principal trait caractéristique de la sole-pole est sa narine antérieure, située sur sa face aveugle, dilatée en rosette.
- Sole du Sénégal (Solea senegalensis) : la sole du Sénégal se distingue de Solea solea dans un premier temps par la coloration de sa nageoire pectorale. En effet, là où Solea senegalensis présente une nageoire dont la membrane noire est traversée par les rayons de couleur gris-blanc, celle de Solea solea ne dispose que d'une tache noire, asymétrique (elle en recouvre les 2⁄3 supérieurs) et bien délimitée, à son extrémité. De plus, la peau de Solea senegalensis est souvent parsemée de petites taches bleues.
- Sole des profondeurs (Bathysolea profundicola (es)) : la nageoire pectorale de la face aveugle de la sole des profondeurs est atrophiée alors qu'elle est, chez la sole commune, aussi développée que celle de la face colorée.

#### Noms régionaux français[2]
- Manche : 
  - Cherbourg : sole grise
  - Bretagne : garlizen, salihen
- Atlantique : 
  - Bretagne : garlizen, salihen
  - Vendée, île de Ré, Oléron : camarde
  - La Rochelle : seyats
  - Pays Basque : zola
- Méditerranée : 
  - Roussillon : ruardos, ruardon
  - Languedoc : palaïga
  - Languedoc, Nice : sola
  - Provence : pala, perdris de mar
  - Corse : sogliula, lingua

## Répartition
Cette espèce est présente dans l'océan Atlantique-est, du sud de la Norvège jusqu'au Sénégal, et dans presque toute la mer Méditerranée.

## Habitat
La sole commune préfère les eaux relativement peu profondes, de 0 à 200 mètres de profondeur, pourvues de fonds sableux ou vaseux. Il arrive d'en observer dans les estuaires, à la limite des eaux douces. L'hiver, elle migre vers le large, dans des eaux plus profondes et plus chaudes.

## Alimentation
La sole commune se nourrit la nuit en se servant de ses papilles sensitives et de son olfaction. Son régime alimentaire se compose majoritairement d'annélides polychètes, de crustacés (amphipodes, petites crevettes, petits crabes…) et de mollusques bivalves de petite taille (généralement moins d'une dizaine de millimètres) et à la coquille fine (couteaux, tellines…). Les proies sont avalées sans être broyées et demeurent intactes dans le système digestif.

## Reproduction
La maturité sexuelle de la sole commune survient vers les 4 ans. La période de reproduction varie selon les régions. De manière générale, plus on monte vers le nord, plus elle a lieu tard dans l'année et à faible profondeur. En Méditerranée, elle se déroule entre décembre et mars, à des profondeurs avoisinant les 100 mètres. Dans le Golfe de Gascogne, elle a lieu entre janvier et mars dans le sud, à des profondeurs de 60 à 80 mètres, et de février à avril dans le nord et dans la Manche. Les côtes françaises et belges de la mer du Nord voient la période de reproduction se dérouler en avril, tandis qu'elle survient courant mai sur les côtes allemandes et en juin sur les côtes danoises. En mer d'Irlande, elle a lieu entre avril et mai,.
Le nombre d'œufs pondus varie selon la taille de la femelle : de 130 000 pour une femelle d'une trentaine de centimètres à 1 500 000 pour une femelle d'une cinquantaine de centimètres.
Les œufs sont pélagiques et ont un diamètre d'environ 1,3 mm. À leur éclosion, 5 à 10 jours plus tard, les larves mesurent entre 3 et 3,5 mm et sont pélagiques. La métamorphose vers leur forme benthique a lieu 1 à 2 semaines plus tard, alors qu'elles mesurent entre 10 et 15 mm. Les larves passent leurs 2 premières années très près des côtes (moins de 10 mètres de profondeur en général).
L'espérance de vie des femelles serait de 27 ans, celle des mâles de 24 ans.

## Intérêt économique
La sole est un poisson hautement commercial, très prisé des consommateurs et dont le prix est très élevé. Sa chair excellente a peu d'arêtes. Elle se pêche au chalut de fond, filets trémails, plus rarement palangres.
Les statistiques de capture font état, pour les pêcheries européennes et méditerranéennes, d'une capture annuelle de 33 615 tonnes en 2011 (dont 7 806 tonnes sur les côtes françaises). Ce chiffre atteignit un pic en 1994 avec 66 553 tonnes.
Son cycle aquacole étant maîtrisé, quelques élevages commencent à se développer notamment aux Pays-Bas.

## Gastronomie
La sole est très appréciée pour sa chair fine et ferme. Il arrive parfois que soient présentés abusivement comme soles d'autres poissons à la chair moins délicate, comme la limande ou la sole tropicale.